# Дезадиш (озеро)
Дезадиш — озеро на территории Юкон, Канада. Озеро граничит с национальным парком Клуэйн, лежит вдоль края горы Святого Ильи.
Во время Второй мировой войны в этом районе базировался военный лагерь, в 202 километрах от шоссе Хейнс во время строительства шоссейных дорог Хейнс и Аляска. В 1960 году лагерь был превращён в жильё.
Озеро расположено на высоте 821 м над уровнем моря, имеет площадь 0,41 км².